# Pselaphodes grebennikovi
Pselaphodes grebennikovi – rodzaj chrząszczy z rodziny kusakowatych i podrodziny marników. Występuje endemicznie w Chinach.
Gatunek ten opisali po raz pierwszy w 2013 roku Yin Ziwei i Peter Hlaváč na łamach ZooKeys. Jako miejsce typowe wskazano górę Cang Shan w chińskiej prowincji Junnan. Epitet gatunkowy nadano na cześć Wasilija Griebiennikowa, który odłowił materiał typowy.
Chrząszcz ten osiąga od 3,21 do 3,55 mm długości i od 1,31 do 1,37 mm szerokości ciała. Ubarwienie ma rudobrązowe. Głowa jest dłuższa niż szeroka, o bocznie zaokrąglonych zapoliczkach. Oczy złożone buduje u samca około 40, a u samicy około 25 omatidiów. Czułki buduje jedenaście członów, z których trzy ostatnie są powiększone, a u samca ponadto człony siódmy, dziewiąty, dziesiąty i jedenasty są zmodyfikowane. Przedplecze jest nieco dłuższe niż szerokie, o okrągławo rozszerzonych krawędziach przednio-bocznych. Pokrywy są szersze niż dłuższe. Zapiersie u samców (metawentryt) ma długie i szerokie wyrostki. Odnóża przedniej pary mają uzbrojone kolcami brzuszne brzegi krętarzy i ud oraz małą ostrogę na szczycie goleni. Odnóża środkowej pary mają małe kolce na spodach krętarzy oraz niezmodyfikowane uda. Biodra, krętarze i uda tylnej pary odnóży również pozbawione są modyfikacji. Odwłok jest szeroki na przedzie i zwęża się ku tyłowi. Genitalia samca mają środkowy płat edeagusa asymetryczny, długi i zaokrąglony na szczycie.
Owad ten jest endemitem południowo-zachodniej części Chin, znanym tylko z lokalizacji typowej w prowincji Junnan. Spotykany był na rzędnych 2714 m n.p.m. Zasiedla ściółkę w lasach liściastych.